# Map of the Soul Tour
BTS Map of the Soul Tour era la cuarta gira mundial del grupo surcoreano BTS con la que se promocionaría su serie de álbumes Map of the Soul, incluyendo su EP Map of the Soul: Persona y su álbum de estudio Map of the Soul: 7. Sin embargo, se canceló debido a la pandemia de COVID-19.

## Map of the Soul ON: E
Mientras la gira estaba pospuesta se hizo un concierto online llamado BTS Map of the Soul ON: E, tipo pay-per-view, con una duración de dos días. BTS lo realizó para promocionar sus discos Map of the Soul: Persona y Map of the Soul: 7, en reemplazo de su gira mundial pospuesta. Se transmitió en vivo desde el KSPO Dome en Seúl entre el 10 y el 11 de octubre de 2020. Inicialmente, se había planificado tener tanto un número limitado de entradas para ver el espectáculo en persona como los boletos para verlo en línea; sin embargo, Big Hit Entertainment canceló posteriormente el segmento presencial del evento debido a las restricciones más estrictas del gobierno de Corea del Sur por la pandemia de COVID-19. El concierto contó con repertorios diferentes para cada día y se estimó que los costos de producción habían sido hasta ocho veces más altos que los de su anterior presentación en línea BangBangCon: The Live. En total, tuvo alrededor de 993 000 espectadores de 191 países y territorios.
| Lista de canciones (10 de octubre de 2020) | |
| --- | --- |
| \| 1. «On» 2. «N.O» 3. «We Are Bulletproof Pt.2» 4. «Intro: Persona» 5. «Boy in Luv» 6. «Dionysus» 7. «Interlude: Shadow» 8. «Black Swan» 9. «Ugh!» 10. «00:00» 11. «My Time» 12. «Filter» 13. «Moon» \| 1. «Inner Child» 2. «Outro: Ego» 3. «Boy with Luv» 4. «DNA» 5. «Dope» 6. «No More Dream» Encore 1. «Butterfly» 2. «Run» 3. «Dynamite» 4. «We Are Bulletproof: The Eternal» \| | |
| 1. «On» 2. «N.O» 3. «We Are Bulletproof Pt.2» 4. «Intro: Persona» 5. «Boy in Luv» 6. «Dionysus» 7. «Interlude: Shadow» 8. «Black Swan» 9. «Ugh!» 10. «00:00» 11. «My Time» 12. «Filter» 13. «Moon» | 1. «Inner Child» 2. «Outro: Ego» 3. «Boy with Luv» 4. «DNA» 5. «Dope» 6. «No More Dream» Encore 1. «Butterfly» 2. «Run» 3. «Dynamite» 4. «We Are Bulletproof: The Eternal» |

| Lista de canciones (11 de octubre de 2020) | |
| --- | --- |
| \| 1. «On» 2. «N.O» 3. «We Are Bulletproof Pt.2» 4. «Intro: Persona» 5. «Boy in Luv» 6. «Dionysus» 7. «Interlude: Shadow» 8. «Black Swan» 9. «Ugh!» 10. «00:00» 11. «My Time» 12. «Filter» 13. «Moon» \| 1. «Inner Child» 2. «Outro: Ego» 3. «Boy with Luv» 4. «DNA» 5. «Dope» 6. «No More Dream» Encore 1. «Spring Day» 2. «Idol» 3. «Dynamite» 4. «We Are Bulletproof: The Eternal» \| | |
| 1. «On» 2. «N.O» 3. «We Are Bulletproof Pt.2» 4. «Intro: Persona» 5. «Boy in Luv» 6. «Dionysus» 7. «Interlude: Shadow» 8. «Black Swan» 9. «Ugh!» 10. «00:00» 11. «My Time» 12. «Filter» 13. «Moon» | 1. «Inner Child» 2. «Outro: Ego» 3. «Boy with Luv» 4. «DNA» 5. «Dope» 6. «No More Dream» Encore 1. «Spring Day» 2. «Idol» 3. «Dynamite» 4. «We Are Bulletproof: The Eternal» |